# Osteochilus sarawakensis
Osteochilus sarawakensis és una espècie de peix cipriniforme de la família dels ciprínids que es troba a Borneo (Malàisia).